# (153591) 2001 SN263
2001 أس أن 263 (ويعرف أيضًا باسم (153591) 2001 أس أن 263 وفق تسمية الكوكب الصغير) (بالإنجليزية: 2001 SN263)‏ هو كويكب ضمن حزام الكويكبات؛ وترتيبه 153591 من حيث الاكتشاف.
اكتُشف هذا الجُرم الفلكي بواسطة بحث لنكولن عن الكويكبات القريبة من الأرض في 20 سبتمبر 2001.

## وصلات خارجية
- (153591) 2001 SN263 في قاعدة بيانات مختبر الدفع النفاث لأجرام النظام الشمسي الصغيرة

- الاكتشاف · مخطط المدار ·  العناصر المدارية · المعلمات المادية

- (153591) 2001 SN263 على موقع ويكي سكاي: DSS2, SDSS, GALEX, IRAS, Hydrogen α, X-Ray, Astrophoto, Sky Map, Articles and images